# Friedrichsgraben (Kanal)

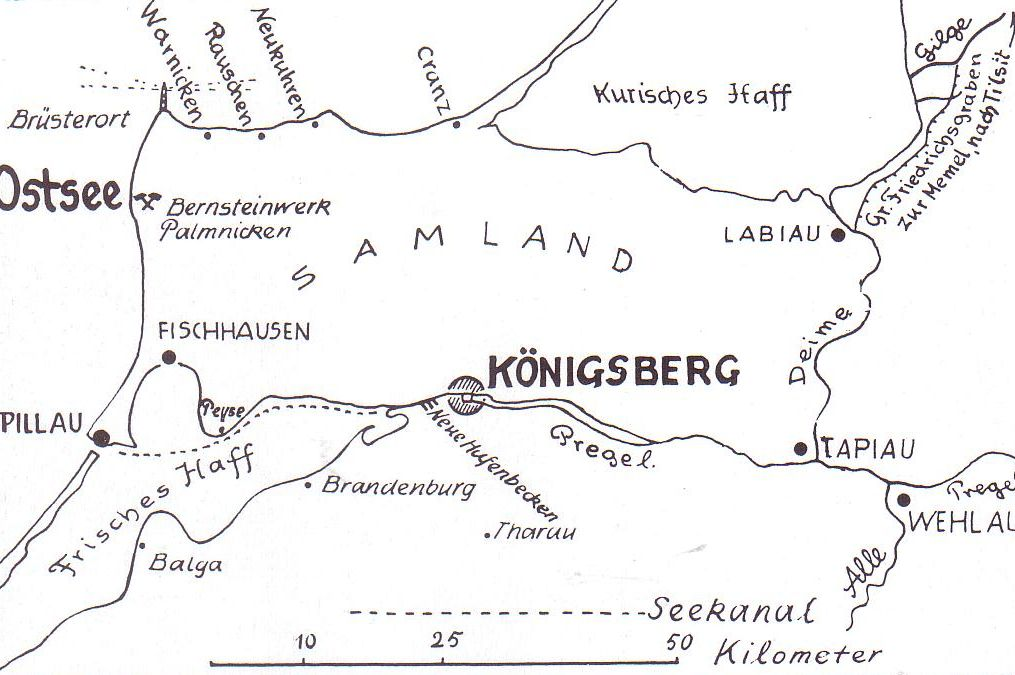
Lage des Friedrichsgrabens

Das Friedrichsgraben-System ist ein Kanalsystem an der Ostküste des Kurischen Haffs in der heutigen russischen Oblast Kaliningrad. Es verbindet die Deime mit der Gilge und schafft damit eine Verbindung vom Pregel zur Memel. 

## Geschichte
Philippe de la Chièze wurde 1671 vom Großen Kurfürsten mittels Vertrag verpflichtet, eine Kanalverbindung zwischen der Gilge und der Deime zu bauen. Nach dessen Tod 1673 führte seine Gattin Katharina (1650–1703), die begonnenen Arbeiten fort. Nach erneuter Heirat auch als Katharina Truchseß zu Waldburg bekannt, erhielt sie für ihre Bemühungen das Recht, einen Kanalzoll zu erheben. 1710 ging der Kanal in Staatseigentum über. Am 15. März 1753 erließ die preußische Regierung für die Schifffahrt auf den beiden Friedrichsgräben eine Strom-Ordnung. Nachdem sich diese im Laufe der Zeit als unzureichend erwiesen hatte, wurde am 14. April 1806 eine verschärfte Strom-Ordnung in Kraft gesetzt.

## Teile

Friedrichsgraben bei Labiau (1910)

Dieses Kanalsystem verbesserte die Infrastruktur, indem die Elchniederung und das Große Moosbruch erschlossen wurden. Es belebte auch den Handel zwischen Königsberg und Russland sowie Polen. Das Friedrichsgraben-System gliedert sich in den:
- Kleinen Friedrichsgraben (russisch Nemoninski kanal)
- Großen Friedrichsgraben (russisch Polesski kanal)
- Seckenburger Kanal (russisch Primorski kanal)

### Kleiner Friedrichsgraben
- 55° 3′ 52,1″ N, 21° 22′ 38,5″ O (Norden) bis 54° 59′ 06″ N, 21° 20′ 40″ O (Süden)

Dieses erste Teilstück wurde in acht Jahren von 1675 bis 1683 gebaut. Der Kanal verband in seinem sechs Kilometer langen Lauf die Gilge bei Kryszahnen mit dem Nemonien (russisch Nemonin). Heute ist er an seinem Nordende, unterbrochen durch einen etwa 100 m breiten Damm, von der Gilge getrennt.

### Großer Friedrichsgraben
- 54° 58′ 49″ N, 21° 17′ 17,1″ O (Norden) bis 54° 51′ 55″ N, 21° 06′ 50″ O (Süden)

An den dort früher auch Wiepe genannten Nemonien schloss sich weiter flussabwärts linker Hand der 1689–1697 gebaute 19 Kilometer lange Große Friedrichsgraben an. Sich an der Küstenlinie des Kurischen Haffs orientierend, führt er in südwestlicher Richtung zur Deime bei Labiau. Für die Schifffahrt entstanden, sollte er bezwecken, den Unbilden des Wetters auf dem (offenen) Kurischen Haff zu entgehen.

### Seckenburger Kanal
- 55° 1′ 29″ N, 21° 18′ 8,3″ O (Norden) bis 54° 58′ 51″ N, 21° 17′ 19″ O (Süden)

1833 begonnen, wurde der Seckenburger Kanal zwischen der Gilge bei Marienbruch (russisch: Saschenzy) und dem Nemonien beim Dorf Nemonien unter der Leitung des preußischen Baurates Georg Steenke nach Plänen des Deichinspektors Johann Samuel Lilienthal (1724–1799) im Jahre 1835 fertiggestellt. Praktisch ersetzte der fünf Kilometer lange Kanal damit den Kleinen Friedrichsgraben, der nunmehr überflüssig war und deshalb abgedämmt wurde. Über den Seckenburger Kanal von der Gilge kommend, wurde der Nemonien nur gekreuzt (ca. 75 m), um sofort in den Großen Friedrichsgraben in Richtung Labiau fahren zu können.